# Sapromyza atrimana
Sapromyza atrimana är en tvåvingeart som beskrevs av Malloch 1928. Sapromyza atrimana ingår i släktet Sapromyza och familjen lövflugor. Inga underarter finns listade i Catalogue of Life.